# Halton Region
Halton Region är en sekundärkommun av typen region i den kanadensiska provinsen Ontario. Den ligger i den sydöstra delen av landet, 400 km sydväst om huvudstaden Ottawa. Antalet invånare var 548 435 2016. Arean är 967 kvadratkilometer.
Halton Region delas in i:
- Oakville
- Burlington
- Halton Hills
- Milton